# Långtjärnen (Föllinge socken, Jämtland, 707055-143941)
Långtjärnen är en sjö i Krokoms kommun i Jämtland och ingår i Indalsälvens huvudavrinningsområde. Sjön har en area på 0,0967 kvadratkilometer och ligger 332,9 meter över havet. Sjön avvattnas av vattendraget Ockerån.

## Delavrinningsområde
Långtjärnen ingår i det delavrinningsområde (707059-143789) som SMHI kallar för Inloppet i Ockertjärnen. Medelhöjden är 377 meter över havet och ytan är 8,57 kvadratkilometer. Det finns ett avrinningsområde uppströms, och räknas det in blir den ackumulerade arean 20,81 kvadratkilometer. Ockerån som avvattnar avrinningsområdet har biflödesordning 3, vilket innebär att vattnet flödar genom totalt 3 vattendrag innan det når havet efter 252 kilometer. Avrinningsområdet består mestadels av skog (86 procent). Avrinningsområdet har 0,09 kvadratkilometer vattenytor vilket ger det en sjöprocent på 1,1 procent.